# یواس‌اس تراکستن (سی‌جی‌ان-۳۵)
یواس‌اس تراکستن (سی‌جی‌ان-۳۵) (به انگلیسی: USS Truxtun (CGN-35)) یک کشتی بود که طول آن ۵۶۴ فوت (۱۷۲ متر) بود. این کشتی در سال ۱۹۶۴ ساخته شد.